# フランシスコ・シルバ
フランシスコ・アンドレス・シルバ・ガハルド（Francisco Andrés Silva Gajardo、1986年2月11日 - ）は、チリ・バルパライソ州キジョタ出身の元プロサッカー選手。元チリ代表。現役時代のポジションは、ミッドフィールダー。

## 経歴

### クラブ
2000年、14歳でウニベルシダ・カトリカのユースチームに入団。2005年、レンタル先のデポルテス・オバジェでプロデビュー。カトリカ復帰後はレギュラーを獲得した。
2010年夏、USレッチェ移籍が目前に迫っていると報じられたが、EU圏外枠の関係で契約には至らなかった。
2013年1月、ラ・リーガのCAオサスナに6月までの契約でレンタル移籍。2月のセルタ・デ・ビーゴ戦で加入後初出場。3月のレアル・ベティス戦で初ゴール。6月、オサスナは買い取りオプションを行使した。移籍金は120万ユーロ。
2014年8月、クラブ・ブルッヘに買い取りオプション付きのレンタルで加入。
2015年7月、チアパスFCに移籍。

### 代表
2011年1月に行われたアメリカ代表との試合でチリ代表デビュー。
コパ・アメリカ2015では当初メンバー入りしていなかったが、エドソン・プッチの負傷離脱に伴い追加招集された。
コパ・アメリカ・センテナリオ決勝では5番目のキッカーとしてPKを成功させ、同大会優勝に貢献した。

## 代表歴

### 出場大会
- チリ代表
  - 2014 FIFAワールドカップ

### 試合数
- 国際Aマッチ 39試合 0得点（2007年-2017年）[12]

| チリ代表 | 国際Aマッチ | 国際Aマッチ |
| 年       | 出場        | 得点        |
| -------- | ----------- | ----------- |
| 2007     | 1           | 0           |
| 2008     | 0           | 0           |
| 2009     | 0           | 0           |
| 2010     | 0           | 0           |
| 2011     | 3           | 0           |
| 2012     | 1           | 0           |
| 2013     | 5           | 0           |
| 2014     | 7           | 0           |
| 2015     | 4           | 0           |
| 2016     | 9           | 0           |
| 2017     | 9           | 0           |
| 通算     | 39          | 0           |

## タイトル

### クラブ
ウニベルシダ・カトリカ
- プリメーラ・ディビシオン (3): 2010, 2019, 2020
- コパ・チレ (1): 2011

クラブ・ブルッヘ
- ベルギーカップ (1): 2014-15

### 代表
- コパ・アメリカ: 2015, 2016